# Mangora bambusa
Mangora bambusa là một loài nhện trong họ Araneidae.
Loài này thuộc chi Mangora. Mangora bambusa được Herbert Walter Levi miêu tả năm 2007.